# Strandtåg
Strandtåg (Juncus maritimus) är en växtart i familjen tågväxter. 